# Érable champêtre
Acer campestre
Espèce
Classification APG III (2009)
Répartition géographique
L'Érable champêtre (Acer campestre) est une espèce de plantes à fleurs du genre Acer appartenant à la famille des Acéracées (Sapindaceae selon la classification APG III). C'est un arbre classé dans la section Platanoidea de la classification des érables.

## Description
C'est un arbre pouvant atteindre 10 mètres, à écorce gris pâle, fissurée, à petites feuilles caduques simples à plusieurs lobes arrondis, à fleurs verdâtres apparaissant avant les feuilles. Sa durée de vie peut atteindre 150 ans. Les fruits sont des samares doubles (disamares) à ailes horizontales.
Les rameaux des jeunes arbres présentent souvent une écorce liégeuse particulièrement côtelée, isolante, cannelée et apte à faire des perchoirs pour les gallinacées pondeuses d'où le nom populaire de bois de poules.[réf. nécessaire]

## Distribution
Il est commun dans toute l'Europe depuis le sud de la Suède. C'est le seul érable indigène du sud de l'Angleterre et il est naturalisé en Irlande.

## Caractéristiques
- Type d'inflorescence : corymbe
- Répartition des sexes : polygame
- Type de pollinisation : anémogame
- Période de floraison : mars / avril

Graine
- Type de fruit : disamare
- Mode de dissémination : anémochore

Bois
- Bois blanc, à vaisseaux diffus (grain fin), homogène, ressemblant au bois des autres érables

Habitat et répartition
- Habitat type : bois caducifoliés médioeuropéens, planitiaires-collinéens, neutrophiles
- Aire de répartition : eurasiatique méridional

Données d'après : Julve, Ph., 1998 ff. - Baseflor. Index botanique, écologique et chorologique de la flore de France. Version : 23 avril 2004. 

### Composants chimiques
Phytostérols, choline, allantoïne, tanins

### Données [autécologiques
- héliophile ou de demi-ombre ;

Écogramme d’après Jean-Claude Rameau et al.

- espèce mésoxérophile à mésophile ;
- caractère indicateur : calcicline ;
- humus : mull carbonaté a mull mésotrophe (optinum : mull eutrophe); sols riches en bases et en azote; pH basique à neutre ;
- matériaux (purs ou caillouteux) : colluvions limoneuses, argiles de décarbonation[2].

## Usages

### Horticoles
- Utilisé dans les haies de bocage
- Utilisé en haie taillée
- Utilisé en art du bonsaï

### Pharmacopée
- Mode d'emploi : Décoction
- Propriété : Astringente, légèrement

Son action astringente le fait utiliser en cosmétique (peaux couperosées) 

### Consommation humaine
Avec la sève sucrée, on prépare un sirop. Les jeunes feuilles se consomment dans les salades mêlées.
Plante mellifère.

### Autres usages
- ébénisterie, marqueterie. Les racines noueuses furent utilisées pour fabriquer des pipes[4].
- menuiserie (résiste aux insectes)
- Bon bois de chauffage, à haute densité[réf. nécessaire].